# Junonia royeri
Junonia royeri är en fjärilsart som beskrevs av Vollenhoven 1861. Junonia royeri ingår i släktet Junonia och familjen praktfjärilar. Inga underarter finns listade i Catalogue of Life.